# Eruguera barrada
L'eruguera barrada (Coracina striata) és una espècie d'ocell de la família dels campefàgids (Campephagidae).
Viu a la vegetació secundària, bosc i matolls de les illes Andaman, sud de Tailàndia, Malaca Sumatra i petites illes adjuntes. Borneo. Filipines, incloent l'arxipèlag de Sulu. Extint a Cebú.
El Handbook of the Birds of the World considera una subespècie de les Filipines centrals, C. s. panayensis, com una espècie separada:
- eruguera de les Visayas (Coracina panayensis, Steere, 1890).